# Nolana divaricata
Nolana divaricata es una de las 49 especies pertenecientes al género Nolana presentes en Chile, el cual corresponde a la familia de las solanáceas (Solanaceae). Esta especie en particular es endémica con una distribución en el borde costero de Chile, desde la Región de Antofagasta hasta la Región de Coquimbo.

## Descripción
La Nolana divaricata se encuentra descrita como un subarbusto, normalmente se presenta erecta, sin embargo, los ejemplares juveniles pueden ser decumbentes. Es una planta densa y globosa, de color verde-amarillo. Sus tallos son divergentes y glabros. 
Se caracteriza por tener flores pequeñas y solitarias, su cáliz presenta lóbulos suculentos linear-oblongos, la corola posee de 5 pétalos unidos con forma de campana o embudo o gamopétalas, su corola normalmente es de color azul y en ocasiones blanco o lila. La parte interior de la flor o garganta es de color blanca o amarilla. Posee 5 estambres desiguales en tamaño de color blanco y anteras inmaduras son de color violeta cubiertas por polen amarillo pálido o blanco. 
Su fruto está formado por 3 a 5 núculas desiguales de color negro.
La Nolana divaricata, según la morfología foliar de esta especie, presenta hojas cilíndricas con un ápice engrosado, suculentas y dispuestas en fascículos, glabras y de aspecto brillante. 
Crece en sectores costeros con suelo arenoso o pedregoso, muy cerca del mar, con alta radiación solar en terrenos planos y sectores con exposición norte. Crece desde los 0 hasta los 500 metros sobre el nivel del mar. Esta especie en particular requiere de la humedad de neblinas costera camanchaca. No resiste heladas. En la región de Antofagasta y de Atacama florece con mayor intensidad en períodos de desierto florido. Habita en un clima de rusticidad USDA equivalente a zonas 10 y 11.

## Nombres vernáculos
Esta especie es conocida como 'Suspiro pequeño', 'Suspiro chico' o simplemente 'Suspiro'. 

## Importancia
Esta es especie conocida como 'Suspiro de campo' constituye una de las flores emblemáticas que aparecen durante la floración del fenómeno denominado Desierto florido
Es considerada un a planta con un alto potencial ornamental.

## Amenazas
Una de las principales amenazas de esta especie la constituyen factores antrópicos como la urbanización y ocupación del borde costero, por acción antrópica por el turismo y colecta de flores